# Vrăjigemenele
Vrăjigemenele este un film original Disney Channel din 2005, bazat pe seriile de cărți T*Witches, publicate de Scholastic Press. Produs de Broomsticks Productions Limited, filmul prezintă pe surorile Tia Mowry și Tamera Mowry tot ca două surori, respectiv, Alexandra Fielding și Camryn Barnes. Premiera filmului a avut o audiență de peste 5 milioane de telespectatori - cel mai bun film original Disney Channel pe acele vremuri. A fost realizată și o a doua parte, Vrăjigemenele 2, apărută pe 12 octombrie 2007, ca o parte din Hauntober Fest. A debutat în Statele Unite pe 19 octombrie 2005 cu 2,22 milioane de telespectatori.

## Rezumat
Gemene identice, Alex Fielding și Camryn Barnes (Tia și Tamera Mowry) sunt separate imediat dupa naștere dintr-o altă lume magică numită Coventry pe pământ ca să scape de pericolele unei forțe rele. Neștiind una de cealaltă, fetele sunt adoptate de două familii, crescând în lumi diferite - Alex locuia într-un dormitor mic de apartament cu o mamă care lucra mult, iar Camryn într-o vilă unde voia numai nimicuri. Când fetele se întâlnesc la cea de 21-a aniversare a lor, puterile lor începeau să crească, iar mama lor naturală Miranda (Kristin Wilson) care credea că fetele ei prețioase erau moarte, nu își poate imagina că ele trăiesc. Când Alex și Camryn descopereau și acceptau trecutul lor magic, au fost trimise la mama lor naturală ca să își primească răspunsurile pe care le căutau.

## Actori
- Tia Mowry ca Alexandra Nicole "Alex" Fielding (Numele de naștere: Artemis DuBaer)
- Tamera Mowry ca Camrin Elizabeth "Cam" Barnes (Numele de naștere: Apolla DuBaer)
- Kristen Wilson ca Miranda
- Patrick Fabian ca Thantos
- Jennifer Robertson ca Ileana
- Pat Kelly ca Karsh
- Jessica Greco ca Lucinda Carmelson
- Jackie Rosenbaum ca Beth Fish
- Arnold Pinnock ca David Barnes
- Karen Holness ca Emily Barnes
- Jessica Feliz ca Nicole
- David Ingram ca Aron

## Continuare
O continuare, Vrăjigemenele 2, care a avut premiera pe 12 octombrie 2007 în Statele Unite, 2 noiembrie 2007, în Marea Britanie, 26 octombrie 2007 în Canada, iar imediat după prima apariție în Octombrie 2009 a urmat și partea a doua în România.